# Sofia Rudjeva
Sofia Andrejevna Rudjeva (russisk: София Андреевна Рудьева; født 15. november 1990 i Sankt Petersborg (tidligere Leningrad) er en russisk skønhedsdronning, vinder af Miss Rusland 2009 og deltager i Miss Universe i 2009.

## Biografi
Sofia Rudjeva blev født i 1990 i Sankt Petersborg i en kunstnerfamilie. I første omgang ønskede hun at følge i sine forældres fodspor, hvorfor hun tilmeldte sig en kunstskole som 10 år, men gik ud igen efter to års studie. Derefter studerede hun til skuespiller indtil hun tilmeldte sig et modelbureau som 15-årig. Hun dimitterede fra high school i 2008, og planlægger at studere på et universitet i fremtiden om end hun ikke har fastlagt retning.
Før sin kroning som Miss Rusland 2009, havde hun på daværende tidspunkt allerede flere års erfaring ked modelbranchen og havde deltaget i en række professionelle modeshows. I marts 2009 vandt hun Miss Rusland som 18 årig og med titlen som Miss Rusland også en præmie på 10.000 dollars som hun har i sinde at donere til beskyttelse af hjemløse dyr.
Med sejren i Miss Rusland blev hun også Ruslands repræsentant til Miss Universe 2009, som skulle afholdes på Bahamas i august samme år. Sofia udtalte at hun mente at titlen som Miss Universe ville være vigtig for sit land, og at ”russiske kvinder er stærke i ånden. De kan på den ene side være både meget stærke og energiske og samtidigt kærlige og søde hustruer og kærlige mødre. Russiske mødre er de bedste i verden.”
Miss Universe 2009 titlen blev vundet af Venezuelas Stefania Fernandez.

## Nøgenskandale
Kort tid efter at have vundet Miss Rusland, dukkede en række nøgenfotografier af Sofia op på internettet som oprindeligt var blevet udført for det udenlandske magasin Perfect 10 fire år tidligere da hun lige var fyldt 15. Sofia erkendte i et åbent brev sin fejl og beklagede sine tidligere handlinger. Hun frygtede at billederne ville hindre hende i at deltage i Miss Universe, men konkurrencens arrangører fandt ikke fotografierne "skærpende omstændigheder" og tillod hende at deltage.